# 鷹ノ巣温泉
鷹ノ巣温泉（鷹の巣温泉、たかのすおんせん）は、新潟県岩船郡関川村のえちごせきかわ温泉郷にある温泉。

## 概要
荒川沿いの高台に2軒の宿がある。宿に向かうには荒川に架かる1本の吊橋を渡って行くが、かなり狭い橋幅で、軽自動車クラスの車両しか通行出来なく、宿泊者は川手前の橋の梺にある公園の駐車場に置き、宿の車が迎えに来てくれる。宿は、鷹の巣館、喜久屋の隣接する宿が在り、温泉街は存在しない。泉質は2軒とも含硫黄単純泉で時期により微かに白濁がみられる。喜久屋は、宿お主人が採取した山菜料理の提供が主の料理で岩船産米コシヒカリを提供。なお、鷹の巣館と喜久屋の宿同士は親戚関係。

## 泉質
- ナトリウム-塩化物・硫酸塩泉（低張性中性高温泉）[2][3]
- 源泉温度は54.2度[2]

## 伝説
- 鷹が水浴びをしていたという伝承がある。

## 歴史
- 香川は、一本堂薬選(1738)で大内淵温泉と記している[4]。
- 文政二年(1819)には、雲母の湯(現在の高瀬温泉)と同様に大内淵の湯も村上藩で湯治に使われていた[4]。温泉名は、万治元（1658）年の検地帳[5]から、この辺りの地名に由来する。
- 小村は大内淵温泉の消失したことを後越薬泉(1830)に記したので、大内淵温泉は1819-1830年の間に起きた洪水で消失した[4]。
- 吉田[6]は大内淵の項目で、荒川の渓流中に貝之脇温泉があり百四五十度(60～66℃)と記録しているが、浴舎などを設備する土地が無いため、温泉として使われてないと記している。出版されたのは1902年であるが、この内容は、大内淵温泉が消失してから鷹ノ巣旅館が営業するまでの間の状況を記した記事、と考えられる。
- 明治18年、県道米沢線（現在の国道113号線）の開削工事に伴い、温泉地が整備され、明治31年(1898)に斎藤が旅館営業を開始した[7]。
- 2022年8月の豪雨により堤防が決壊し、喜久屋では建物の一部や露天風呂が流された[8][9]。

## アクセス
- 公共交通
  - JR米坂線 越後下関駅から新潟交通観光バス 鷹の巣行きで約15分、終点下車、徒歩約3分
    - 平日1往復のみの運行。このほか、同駅近くや温泉郷内各地でレンタサイクル「湯～チャリ」の貸出しが行われている[10][11]。
- 自動車
  - 日本海東北自動車道 荒川胎内ICから国道113号経由で約18 km、約30分